# Dortmund Wanderers

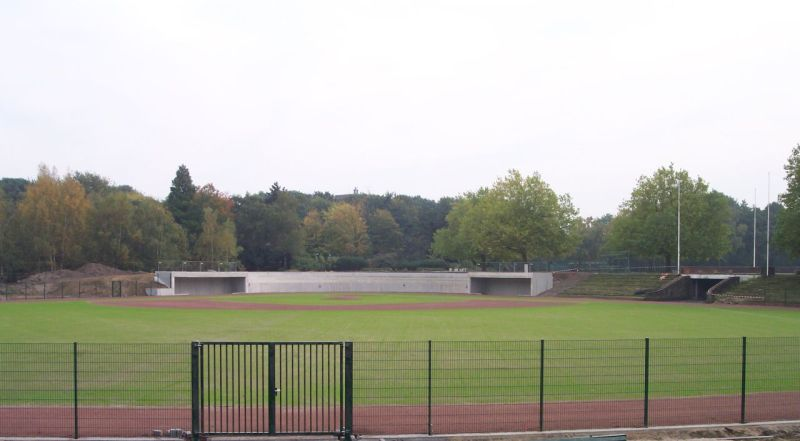
Hoeschpark

Dortmund Wanderers est un club allemand de baseball situé à Dortmund évoluant en championnat d'Allemagne.

## Histoire
Le club est fondé en 1989 dans le quartier d'Aplerbeck à Dortmund. Il rejoint l'élite du baseball masculin allemand pour la première fois à l'issue de la saison 2007.
Le stade de Hoeschpark est inauguré en 2003. Cette enceinte destinée au baseball qui se trouve dans un ensemble de terrains omnisports peut accueillir 4000 spectateurs (1200 places assises).
Après les deux tiers de la saison, les Wanderers ne sont qu'à une victoire d'une place en quarts de finale des play-offs 2008 avec 10 victoires pour 12 défaites. Le maintien parmi l'élite apparait déjà acquis.

## Palmarès
- Champion d'Allemagne de D2-Nord (2. Bundesliga Nord) : 2007.